# Station Saint-Senoux - Pléchâtel
Station Saint-Senoux - Pléchâtel is een spoorweghalte in de Franse gemeente Saint-Senoux.
Zij wordt bediend door treinen van het netwerk  TER Bretagne op de trajecten Rennes - Redon en Rennes - Messac-Guipry.